# Copa Mundial de Fútbol Sub-20 de 2015
La Copa Mundial de Fútbol Sub-20 de 2015 fue la vigésima edición del máximo torneo a nivel selecciones de la categoría. Se llevó a cabo entre el 30 de mayo y el 20 de junio en siete ciudades de Nueva Zelanda.
Ha sido la tercera competición FIFA que se disputa en el país, que anteriormente organizó la Copa Mundial Sub-17 de 1999 y la Copa Mundial Femenina Sub-17 de 2008. Además de que se dio por tercera vez la presencia de dos seleccionados pertenecientes a la OFC en una competición FIFA, algo que sucedió en el Mundial Sub-17 de 1999, con las participaciones de Nueva Zelanda y Australia, en ese entonces miembro de la confederación oceánica; y en la Copa Mundial de Fútbol Playa FIFA 2013, en la que Polinesia Francesa y las Islas Salomón fueron los representantes de Oceanía. En esta ocasión, el organizador Nueva Zelanda y Fiyi fueron los oceánicos que tomaron parte del torneo.
En líneas generales, durante la fase de grupos los equipos asiáticos tuvieron malos resultados: de cuatro conjuntos, solo Uzbekistán pudo superar la primera ronda; mientras que Birmania, Catar y Corea del Norte no lograron sumar ningún punto. Algo parecido ocurrió con las selecciones de la Concacaf, de las cuales únicamente Estados Unidos pudo progresar, en contraste de Panamá, México y Honduras que quedaron eliminadas. Entre las mayores sorpresas, Argentina, el combinado más laureado en la categoría y que venía de proclamarse campeón en el Campeonato Sudamericano, fue incapaz de avanzar de fase al sumar únicamente dos puntos y quedar relegado como uno de los dos peores terceros. Otro hecho destacado fue la victoria de Fiyi sobre el seleccionado hondureño por 3:0 que significó la primera victoria de un equipo de Oceanía, exceptuando a Australia, en un torneo de la categoría –aunque más adelante Nueva Zelanda también lo conseguiría al derrotar al conjunto birmano por 5:1–. A su vez, los seis equipos europeos lograron pasar de ronda.
A los octavos de final clasificaron equipos de todas las confederaciones. Seis equipos de la UEFA, cuatro de la CAF, tres de la Conmebol, y uno de la Concacaf, AFC y OFC, fueron los 16 elencos que participaron en la etapa eliminatoria. Con un avance importante de selecciones africanas y europeas, finalmente el título se lo adjudicó Serbia, que venció en la final a Brasil por 2:1 en tiempo extra a minutos de que el partido decisivo tuviera que ser definido por penales. Fue el segundo título para los serbios, que previamente habían sido campeones en la edición de Chile 1987 bajo el nombre de Yugoslavia. Contaron entre sus filas también con el portero galardonado con el Guante de Oro, Predrag Rajković; mientras que el premio al mejor jugador fue para el maliense Adama Traoré y la Bota de Oro al máximo goleador para el ucraniano Viktor Kovalenko, que marcó 5 goles y dio 3 asistencias.

## Organización
En 2011 se presentaron cuatro candidaturas para organizar el torneo, Nueva Zelanda, Perú, Túnez y Gales fueron los países interesados. El 4 de marzo la FIFA anunció que el país oceánico había sido elegido como sede. Michael Glading, director ejecutivo de New Zealand Football, expresó que el campeonato era aún más importante que los Juegos de la Mancomunidad, que Nueva Zelanda había organizado en 1950, 1974 y 1990, y que si el público no lo entendía, debía haber un proceso educacional con el fin de hacer entender la importancia del evento. La elección del país insular como sede fue anunciado oficialmente en Auckland a la mañana del mismo día.
Como parte de los preparativos para la competición, la Asociación de Fútbol de Nueva Zelanda agregó un equipo a la ASB Premiership, primera división del país, formado por jugadores Sub-20 que fueran elegibles para disputar el torneo en 2015. Bajo el nombre de Wanderers, la franquicia hizo su debut en la temporada 2013/14, remplazando al YoungHeart Manawatu, cuya plaza en la liga neozelandesa había sido revocada.

### Sedes
El 15 de agosto de 2013, John Key, primer ministro de Nueva Zelanda, anunció la decisión del Comité Organizador Local junto con Frank van Hattum, presidente de la Asociación de Fútbol neozelandesa. Las sedes escogidas fueron: Auckland, Christchurch, Dunedin, Hamilton, Nueva Plymouth, Wellington y Whangarei, descartando a Napier y Nelson que habían presentado proyectos para recibir partidos de la competición.
En marzo de 2014, luego de un recorrido por las sedes por parte de una delegación de la FIFA, el máximo organismo del fútbol internacional enfatizó su apoyo a la correcta organización del evento por parte de los neozelandeses.
| Nueva Zelanda                                                        | Nueva Zelanda                                | Nueva Zelanda                                           | Nueva Zelanda                                 | Nueva Zelanda                                |
| AucklandChristchurchDunedinHamiltonNueva PlymouthWellingtonWhangarei | Auckland                                     | Christchurch                                            | Dunedin                                       | Hamilton                                     |
| -------------------------------------------------------------------- | -------------------------------------------- | ------------------------------------------------------- | --------------------------------------------- | -------------------------------------------- |
| AucklandChristchurchDunedinHamiltonNueva PlymouthWellingtonWhangarei | Estadio North Harbour                        | Estadio AMI                                             | Estadio Forsyth Barr                          | Estadio Waikato                              |
| AucklandChristchurchDunedinHamiltonNueva PlymouthWellingtonWhangarei | 36°43′37″S 174°42′6″E / -36.72694, 174.70167 | 43°32′37.32″S 172°36′14.76″E / -43.5437000, 172.6041000 | 45°52′9″S 170°31′28″E / -45.86917, 170.52444  | 37°46′52″S 175°16′6″E / -37.78111, 175.26833 |
| AucklandChristchurchDunedinHamiltonNueva PlymouthWellingtonWhangarei | Capacidad: 25 000                            | Capacidad: 18 000                                       | Capacidad: 28 744                             | Capacidad: 25 111                            |
| AucklandChristchurchDunedinHamiltonNueva PlymouthWellingtonWhangarei |                                              |                                                         |                                               |                                              |
| AucklandChristchurchDunedinHamiltonNueva PlymouthWellingtonWhangarei | Nueva Plymouth                               | Wellington                                              | Whangarei                                     |                                              |
| AucklandChristchurchDunedinHamiltonNueva PlymouthWellingtonWhangarei | Estadio Yarrow                               | Estadio Westpac                                         | Okara Park                                    |                                              |
| AucklandChristchurchDunedinHamiltonNueva PlymouthWellingtonWhangarei | 39°4′13″S 174°3′54″E / -39.07028, 174.06500  | 41°16′23″S 174°47′9″E / -41.27306, 174.78583            | 35°43′56″S 174°19′37″E / -35.73222, 174.32694 |                                              |
| AucklandChristchurchDunedinHamiltonNueva PlymouthWellingtonWhangarei | Capacidad: 25 500                            | Capacidad: 39 000                                       | Capacidad: 18 500                             |                                              |
| AucklandChristchurchDunedinHamiltonNueva PlymouthWellingtonWhangarei |                                              |                                                         |                                               |                                              |

### Árbitros
El 26 de marzo de 2015 la FIFA anunció la lista de 69 árbitros, 21 de ellos centrales, de las seis confederaciones continentales para los 52 partidos de la competición.
| Confederación | Árbitro                    | Asistentes                                       |
| ------------- | -------------------------- | ------------------------------------------------ |
| AFC           | Fahad Al-Mirdasi           | Abdulla Al Shalwai Abu Bakar Al Amri             |
| AFC           | Kim Jong-Hyeok             | Yoon Kwangyeol Yang Byoung-Eun                   |
| AFC           | Ryūji Satō                 | Akane Yagi Hiroshi Yamauchi                      |
| CAF           | Eric Otogo-Castene         | Elvis Noupue Yahaya Mahamadou                    |
| CAF           | Bernard Camille            | Zakhele Siwela Marius Tan                        |
| CAF           | Ghead Grisha               | Ali Waleed Ahmed Berhe Tesfagiorghis             |
| Concacaf      | Henry Bejarano             | Octavio Jara Carlos Fernández                    |
| Concacaf      | John Pittí                 | Juan Baynes Gabriel Victoria                     |
| Concacaf      | César Ramos                | Alberto Morín Miguel Ángel Hernández             |
| Conmebol      | Mauro Vigliano             | Ezequiel Brailovsky Iván Núñez                   |
| Conmebol      | Ricardo Marques            | Kleber Lucio Gil Bruno Boschilia                 |
| Conmebol      | Roddy Zambrano             | Luis Vera Juan Carlos Macías                     |
| Conmebol      | Daniel Fedorczuk           | Nicolás Taran Richard Trinidad                   |
| OFC           | Matthew Conger             | Tevita Makasini Simon Lount                      |
| UEFA          | Artur Soares Dias          | Rui Barbosa Álvaro Mesquita                      |
| UEFA          | Antonio Miguel Mateu Lahoz | Pau Cebrián Devis Roberto Díaz Pérez Del Palomar |
| UEFA          | Ivan Bebek                 | Tomislav Petrović Miro Grgić                     |
| UEFA          | Daniele Orsato             | Mauro Tonolini Lorenzo Manganelli                |
| UEFA          | István Vad                 | István Albert Vencel Tóth                        |
| UEFA          | Ovidiu Haţegan             | Octavian Şovre Sebastian Gheorghe                |
| UEFA          | Felix Zwayer               | Thorsten Schiffner Marco Achmüller               |

## Equipos participantes
Como sucedió en la edición anterior, fueron 24 equipos de las 6 confederaciones afiliadas a la FIFA las que tomaron parte del torneo. La UEFA fue la que más cupos tuvo, con seis; la siguieron la AFC, la CAF, Concacaf y Conmebol con cuatro cada uno; y por último la OFC, que solo tuvo una plaza para el torneo. Los participantes que jugaron la Copa Mundial Sub-20, con excepción de Nueva Zelanda, que estaba automáticamente clasificado por ser organizador, se definieron entre 2014, año en el que tuvieron lugar las eliminatorias de Asia, Oceanía y Europa, y 2015, momento en el que disputaron la clasificación África, Norte, Centroamérica y el Caribe y Sudamérica.
El primer clasificado por mérito propio al torneo fue Fiyi que lo hizo el 31 de mayo de 2014, luego de proclamarse campeón del Torneo de la OFC. Fue la primera participación de un seleccionado proveniente del país fiyiano en un torneo FIFA. Lo siguieron los seis equipos europeos que mejor se posicionaron en los dos grupos de la fase final del Campeonato de la UEFA, Alemania, Austria, Hungría, Portugal, Serbia y Ucrania. Más adelante, Birmania, Catar, Corea del Norte y Uzbekistán vencieron en los octavos de final de las eliminatorias asiáticas y obtuvieron su boleto al campeonato. México fue el primer equipo en clasificar de la Concacaf al quedar líder del grupo B aún faltando un partido. Panamá también clasifica como primero del grupo A. Estados Unidos y Honduras clasificaron luego de los playoffs de la Concacaf. Argentina, Brasil, Colombia y Uruguay clasificaron por la Conmebol al Mundial. Finalmente por África clasificaron Nigeria, Ghana, Malí y Senegal que pasaron a la fase final del Campeonato africano.
En cursiva las selecciones debutantes:
| Clasificatorias | Clasificatorias | Clasificatorias | Clasificatorias | Clasificatorias | Clasificatorias |
| --------------- | --------------- | --------------- | --------------- | --------------- | --------------- |
| AFC             | CAF             | Concacaf        | Conmebol        | OFC             | UEFA            |

| Equipos participantes | Equipos participantes | Equipos participantes | Equipos participantes |
| --------------------- | --------------------- | --------------------- | --------------------- |
| Alemania              | Colombia              | Hungría               | Portugal              |
| Argentina             | Corea del Norte       | Malí                  | Senegal               |
| Austria               | Estados Unidos        | México                | Serbia                |
| Birmania              | Fiyi                  | Nigeria               | Ucrania               |
| Brasil                | Ghana                 | Nueva Zelanda         | Uruguay               |
| Catar                 | Honduras              | Panamá                | Uzbekistán            |

### Sorteo
Se llevó a cabo el 10 de febrero de 2015 en Auckland a las 17:30 hora local. La distribución de las selecciones en cada bombo fue la siguiente: Los equipos africanos en el sorteo aparecieron como CAF 1, 2, 3, y 4 respectivamente, sin embargo el 23 de marzo de 2015 la FIFA volvió a sortear los clasificados con la intención de «asegurar ecuanimidad y evitar cualquier suspicacia hacia el final del torneo clasificatorio africano».
- Bombo 1: País anfitrión, campeones de la UEFA, AFC, CAF, Concacaf y Conmebol.
- Bombo 2: Selecciones de la AFC y CAF.
- Bombo 3: Selecciones de la Concacaf y Conmebol.
- Bombo 4: Campeón de la OFC y selecciones de la UEFA.

| Bombo 1                                               | Bombo 2                                                | Bombo 3                                                | Bombo 4                                      |
| ----------------------------------------------------- | ------------------------------------------------------ | ------------------------------------------------------ | -------------------------------------------- |
| Nueva Zelanda Catar Argentina México Alemania Nigeria | Corea del Norte Birmania Uzbekistán Senegal Ghana Malí | Honduras Panamá Estados Unidos Brasil Colombia Uruguay | Fiyi Austria Hungría Portugal Serbia Ucrania |

## Símbolos
El logo oficial de la competición fue dado a conocer el 20 de noviembre de 2013 durante el entretiempo del encuentro entre Nueva Zelanda y México, válido por la clasificación para la Copa Mundial de 2014, disputado en el Westpac Stadium, en Wellington. El mismo consiste en el trofeo del torneo modificado de manera que enseñe la belleza natural y la cultura del país, además de simbolizar que es uno de los primeros en comenzar el día.

## Primera fase
- Los horarios corresponderán a la hora de Nueva Zelanda (UTC +12).[23]

### Grupo A
| Equipo         | Pts | PJ | PG | PE | PP | GF | GC | Dif |
| -------------- | --- | -- | -- | -- | -- | -- | -- | --- |
| Ucrania        | 7   | 3  | 2  | 1  | 0  | 9  | 0  | 9   |
| Estados Unidos | 6   | 3  | 2  | 0  | 1  | 6  | 4  | 2   |
| Nueva Zelanda  | 4   | 3  | 1  | 1  | 1  | 5  | 5  | 0   |
| Birmania       | 0   | 3  | 0  | 0  | 3  | 2  | 13 | -11 |

| 30 de mayo de 2015, 13:00                       | Nueva Zelanda | 0:0     | Ucrania | Estadio North Harbour, Auckland                            |                                                            |
|                                                 |               | Reporte |         | Asistencia: 25 000 espectadores Árbitro(s): Mauro Vigliano | Asistencia: 25 000 espectadores Árbitro(s): Mauro Vigliano |
| Video resumen oficial: Nueva Zelanda vs Ucrania |               |         |         |                                                            |                                                            |

| 30 de mayo de 2015, 16:00                 | Estados Unidos         | 2:1 (1:1) | Birmania    | Okara Park, Whangarei                                     |                                                           |
|                                           | Tall 17' · Hyndman 56' | Reporte   | Niang Oo 9' | Asistencia: 5816 espectadores Árbitro(s): Bernard Camille | Asistencia: 5816 espectadores Árbitro(s): Bernard Camille |
| Video resumen oficial: EE. UU. vs Myanmar |                        |           |             |                                                           |                                                           |

| 2 de junio de 2015, 13:00                  | Birmania | 0:6 (0:0) | Ucrania                                                                        | Okara Park, Whangarei                                     |                                                           |
|                                            |          | Reporte   | Yaremchuk 51' · Luchkevych 54' · Kovalenko 57' 77' · Sobol 68' · Biesiedin 71' | Asistencia: 4985 espectadores Árbitro(s): Ricardo Marques | Asistencia: 4985 espectadores Árbitro(s): Ricardo Marques |
| Video resumen oficial: Birmania vs Ucrania |          |           |                                                                                |                                                           |                                                           |

| 2 de junio de 2015, 19:00                              | Nueva Zelanda | 0:4 (0:2) | Estados Unidos                           | Estadio North Harbour, Auckland                                 |                                                                 |
|                                                        |               | Reporte   | Rubin 6' 83' · Hyndman 33' · Arriola 58' | Asistencia: 15 678 espectadores Árbitro(s): Antonio Mateu Lahoz | Asistencia: 15 678 espectadores Árbitro(s): Antonio Mateu Lahoz |
| Video resumen oficial: Nueva Zelanda vs Estados Unidos |               |           |                                          |                                                                 |                                                                 |

| 5 de junio de 2015, 19:00                        | Birmania     | 1:5 (1:1) | Nueva Zelanda                                                              | Estadio Westpac, Wellington                            |                                                        |
|                                                  | Aung Thu 28' | Reporte   | Billingsley 40' · Patterson 47' · Stevens 78' · Brotherton 81' · Lewis 89' | Asistencia: 15 527 espectadores Árbitro(s): John Pittí | Asistencia: 15 527 espectadores Árbitro(s): John Pittí |
| Video resumen oficial: Birmania vs Nueva Zelanda |              |           |                                                                            |                                                        |                                                        |

| 5 de junio de 2015, 19:00                        | Ucrania               | 3:0 (0:0) | Estados Unidos | Estadio North Harbour, Auckland                              |                                                              |
|                                                  | Kovalenko 56' 74' 79' | Reporte   |                | Asistencia: 7694 espectadores Árbitro(s): Eric Otogo-Castene | Asistencia: 7694 espectadores Árbitro(s): Eric Otogo-Castene |
| Video resumen oficial: Ucrania vs Estados Unidos |                       |           |                |                                                              |                                                              |

### Grupo B
| Equipo    | Pts | PJ | PG | PE | PP | GF | GC | Dif |
| --------- | --- | -- | -- | -- | -- | -- | -- | --- |
| Ghana     | 7   | 3  | 2  | 1  | 0  | 5  | 3  | 2   |
| Austria   | 5   | 3  | 1  | 2  | 0  | 3  | 2  | 1   |
| Argentina | 2   | 3  | 0  | 2  | 1  | 4  | 5  | -1  |
| Panamá    | 1   | 3  | 0  | 1  | 2  | 3  | 5  | -2  |

| 30 de mayo de 2015, 16:00                  | Argentina      | 2:2 (1:1) | Panamá                      | Estadio Westpac, Wellington                                 |                                                             |
|                                            | Correa 14' 79' | Reporte   | Rodríguez 19' · Escobar 84' | Asistencia: 9204 espectadores Árbitro(s): Artur Soares Dias | Asistencia: 9204 espectadores Árbitro(s): Artur Soares Dias |
| Video resumen oficial: Argentina vs Panamá |                |           |                             |                                                             |                                                             |

| 30 de mayo de 2015, 19:00               | Ghana               | 1:1 (0:0) | Austria       | Estadio Westpac, Wellington                                |                                                            |
|                                         | Yeboah 90+1' (pen.) | Reporte   | Gschweidl 50' | Asistencia: 9204 espectadores Árbitro(s): Fahad Al-Mirdasi | Asistencia: 9204 espectadores Árbitro(s): Fahad Al-Mirdasi |
| Video resumen oficial: Ghana vs Austria |                     |           |               |                                                            |                                                            |

| 2 de junio de 2015, 16:00                | Austria                              | 2:1 (1:1) | Panamá      | Estadio Westpac, Wellington                            |                                                        |
|                                          | Hormechea 45+1' (a.g.) · Grubeck 51' | Reporte   | Escobar 38' | Asistencia: 2009 espectadores Árbitro(s): Ghead Grisha | Asistencia: 2009 espectadores Árbitro(s): Ghead Grisha |
| Video resumen oficial: Austria vs Panamá |                                      |           |             |                                                        |                                                        |

| 2 de junio de 2015, 19:00                 | Argentina                 | 2:3 (0:1) | Ghana                                        | Estadio Westpac, Wellington                          |                                                      |
|                                           | Simeone 80' · Buendía 90' | Reporte   | Tetteh 44' · Aboagye 59' · Yeboah 69' (pen.) | Asistencia: 5542 espectadores Árbitro(s): Ivan Bebek | Asistencia: 5542 espectadores Árbitro(s): Ivan Bebek |
| Video resumen oficial: Argentina vs Ghana |                           |           |                                              |                                                      |                                                      |

| 5 de junio de 2015, 16:00                   | Austria | 0:0     | Argentina | Estadio Westpac, Wellington                            |                                                        |
|                                             |         | Reporte |           | Asistencia: 13 874 espectadores Árbitro(s): Ryūji Satō | Asistencia: 13 874 espectadores Árbitro(s): Ryūji Satō |
| Video resumen oficial: Austria vs Argentina |         |         |           |                                                        |                                                        |

| 5 de junio de 2015, 16:00              | Panamá | 0:1 (0:0) | Ghana       | Estadio North Harbour, Auckland                          |                                                          |
|                                        |        | Reporte   | Boateng 82' | Asistencia: 3637 espectadores Árbitro(s): Daniele Orsato | Asistencia: 3637 espectadores Árbitro(s): Daniele Orsato |
| Video resumen oficial: Panamá vs Ghana |        |           |             |                                                          |                                                          |

### Grupo C
| Equipo   | Pts | PJ | PG | PE | PP | GF | GC | Dif |
| -------- | --- | -- | -- | -- | -- | -- | -- | --- |
| Portugal | 9   | 3  | 3  | 0  | 0  | 10 | 1  | 9   |
| Colombia | 4   | 3  | 1  | 1  | 1  | 3  | 4  | -1  |
| Senegal  | 4   | 3  | 1  | 1  | 1  | 3  | 5  | -2  |
| Catar    | 0   | 3  | 0  | 0  | 3  | 1  | 7  | -6  |

| 31 de mayo de 2015, 13:00                | Catar | 0:1 (0:1) | Colombia      | Estadio Waikato, Hamilton                                |                                                          |
|                                          |       | Reporte   | Rodríguez 23' | Asistencia: 7461 espectadores Árbitro(s): Matthew Conger | Asistencia: 7461 espectadores Árbitro(s): Matthew Conger |
| Video resumen oficial: Catar vs Colombia |       |           |               |                                                          |                                                          |

| 31 de mayo de 2015, 16:00                  | Portugal                              | 3:0 (1:0) | Senegal | Estadio Waikato, Hamilton                               |                                                         |
|                                            | Martins 1' · Silva 90' · Santos 90+2' | Reporte   |         | Asistencia: 10 362 espectadores Árbitro(s): César Ramos | Asistencia: 10 362 espectadores Árbitro(s): César Ramos |
| Video resumen oficial: Portugal vs Senegal |                                       |           |         |                                                         |                                                         |

| 3 de junio de 2015, 16:00                | Catar | 0:4 (0:2) | Portugal                                       | Estadio Waikato, Hamilton                                  |                                                            |
|                                          |       | Reporte   | André Silva 34' · Ivo 42' 66' · J. Vigário 74' | Asistencia: 1864 espectadores Árbitro(s): Daniel Fedorczuk | Asistencia: 1864 espectadores Árbitro(s): Daniel Fedorczuk |
| Video resumen oficial: Catar vs Portugal |       |           |                                                |                                                            |                                                            |

| 3 de junio de 2015, 19:00                  | Senegal   | 1:1 (1:1) | Colombia          | Estadio Waikato, Hamilton                            |                                                      |
|                                            | Thiam 23' | Reporte   | Zapata 43' (pen.) | Asistencia: 3981 espectadores Árbitro(s): István Vad | Asistencia: 3981 espectadores Árbitro(s): István Vad |
| Video resumen oficial: Senegal vs Colombia |           |           |                   |                                                      |                                                      |

| 6 de junio de 2015, 13:00               | Senegal              | 2:1 (0:1) | Catar           | Estadio Waikato, Hamilton                              |                                                        |
|                                         | Sylla 76' · Koné 81' | Reporte   | Afif 16' (pen.) | Asistencia: 3791 espectadores Árbitro(s): Felix Zwayer | Asistencia: 3791 espectadores Árbitro(s): Felix Zwayer |
| Video resumen oficial: Senegal vs Catar |                      |           |                 |                                                        |                                                        |

| 6 de junio de 2015, 13:00                   | Colombia  | 1:3 (0:1) | Portugal                                    | Estadio Forsyth Barr, Dunedin                            |                                                          |
|                                             | Borré 74' | Reporte   | Nuno Santos 3' · André Silva 55' 67' (pen.) | Asistencia: 6950 espectadores Árbitro(s): Henry Bejarano | Asistencia: 6950 espectadores Árbitro(s): Henry Bejarano |
| Video resumen oficial: Colombia vs Portugal |           |           |                                             |                                                          |                                                          |

### Grupo D
| Equipo  | Pts | PJ | PG | PE | PP | GF | GC | Dif |
| ------- | --- | -- | -- | -- | -- | -- | -- | --- |
| Serbia  | 6   | 3  | 2  | 0  | 1  | 4  | 1  | 3   |
| Uruguay | 4   | 3  | 1  | 1  | 1  | 3  | 3  | 0   |
| Malí    | 4   | 3  | 1  | 1  | 1  | 3  | 3  | 0   |
| México  | 3   | 3  | 1  | 0  | 2  | 2  | 5  | -3  |

| 31 de mayo de 2015, 13:00             | México | 0:2 (0:0) | Malí                    | Estadio Forsyth Barr, Dunedin                          |                                                        |
|                                       |        | Reporte   | Traoré 76' · Gbakle 79' | Asistencia: 4299 espectadores Árbitro(s): Felix Zwayer | Asistencia: 4299 espectadores Árbitro(s): Felix Zwayer |
| Video resumen oficial: México vs Malí |        |           |                         |                                                        |                                                        |

| 31 de mayo de 2015, 16:00                | Uruguay     | 1:0 (0:0) | Serbia | Estadio Forsyth Barr, Dunedin                        |                                                      |
|                                          | Pereiro 56' | Reporte   |        | Asistencia: 6048 espectadores Árbitro(s): Ryuji Sato | Asistencia: 6048 espectadores Árbitro(s): Ryuji Sato |
| Video resumen oficial: Uruguay vs Serbia |             |           |        |                                                      |                                                      |

| 3 de junio de 2015, 16:00                | México                       | 2:1 (0:0) | Uruguay    | Estadio Forsyth Barr, Dunedin                            |                                                          |
|                                          | Lozano 71' · Gutiérrez 90+2' | Reporte   | Suárez 84' | Asistencia: 2038 espectadores Árbitro(s): Ovidiu Haţegan | Asistencia: 2038 espectadores Árbitro(s): Ovidiu Haţegan |
| Video resumen oficial: México vs Uruguay |                              |           |            |                                                          |                                                          |

| 3 de junio de 2015, 19:00             | Serbia                  | 2:0 (1:0) | Malí | Estadio Forsyth Barr, Dunedin                            |                                                          |
|                                       | Sergej 27' · Mandic 74' | Reporte   |      | Asistencia: 4012 espectadores Árbitro(s): Roddy Zambrano | Asistencia: 4012 espectadores Árbitro(s): Roddy Zambrano |
| Video resumen oficial: Serbia vs Malí |                         |           |      |                                                          |                                                          |

| 6 de junio de 2015, 16:00               | Serbia                       | 2:0 (2:0) | México | Estadio Forsyth Barr, Dunedin                             |                                                           |
|                                         | Maksimović 2' · Zivkovic 42' | Reporte   |        | Asistencia: 9248 espectadores Árbitro(s): Ricardo Marques | Asistencia: 9248 espectadores Árbitro(s): Ricardo Marques |
| Video resumen oficial: Serbia vs México |                              |           |        |                                                           |                                                           |

| 6 de junio de 2015, 16:00              | Malí       | 1:1 (1:1) | Uruguay    | Estadio Waikato, Hamilton                                   |                                                             |
|                                        | Traoré 43' | Reporte   | Acosta 16' | Asistencia: 6791 espectadores Árbitro(s): Artur Soares Dias | Asistencia: 6791 espectadores Árbitro(s): Artur Soares Dias |
| Video resumen oficial: Mali vs Uruguay |            |           |            |                                                             |                                                             |

### Grupo E
| Equipo          | Pts | PJ | PG | PE | PP | GF | GC | Dif |
| --------------- | --- | -- | -- | -- | -- | -- | -- | --- |
| Brasil          | 9   | 3  | 3  | 0  | 0  | 9  | 3  | 6   |
| Nigeria         | 6   | 3  | 2  | 0  | 1  | 8  | 4  | 4   |
| Hungría         | 3   | 3  | 1  | 0  | 2  | 6  | 5  | 1   |
| Corea del Norte | 0   | 3  | 0  | 0  | 3  | 1  | 12 | -11 |

| 1 de junio de 2015, 13:00                | Nigeria                | 2:4 (2:2) | Brasil                                       | Estadio Yarrow, Nueva Plymouth                           |                                                          |
|                                          | Isaac 10' · Yahaya 28' | Reporte   | Gabriel 4' · Judivan 34' 82' · Boschilia 59' | Asistencia: 5887 espectadores Árbitro(s): Daniele Orsato | Asistencia: 5887 espectadores Árbitro(s): Daniele Orsato |
| Video resumen oficial: Nigeria vs Brasil |                        |           |                                              |                                                          |                                                          |

| 1 de junio de 2015, 16:00                         | Corea del Norte | 1:5 (1:2) | Hungría                                      | Estadio Yarrow, Nueva Plymouth                           |                                                          |
|                                                   | Song 32'        | Reporte   | Mervó 17' 49' 82' · Kalmár 33' · Forgacs 60' | Asistencia: 8153 espectadores Árbitro(s): Henry Bejarano | Asistencia: 8153 espectadores Árbitro(s): Henry Bejarano |
| Video resumen oficial: Corea del Norte vs Hungría |                 |           |                                              |                                                          |                                                          |

| 4 de junio de 2015, 16:00                         | Nigeria                                    | 4:0 (0:0) | Corea del Norte | Estadio Yarrow, Nueva Plymouth                           |                                                          |
|                                                   | Saviour 48' 51' · Sokari 71' · Success 80' | Reporte   |                 | Asistencia: 1114 espectadores Árbitro(s): Mauro Vigliano | Asistencia: 1114 espectadores Árbitro(s): Mauro Vigliano |
| Video resumen oficial: Corea del Norte vs Nigeria |                                            |           |                 |                                                          |                                                          |

| 4 de junio de 2015, 19:00                | Hungría  | 1:2 (1:0) | Brasil                             | Estadio Yarrow, Nueva Plymouth                             |                                                            |
|                                          | Mervó 8' | Reporte   | Danilo 50' · A. Pereira 86' (pen.) | Asistencia: 4077 espectadores Árbitro(s): Fahad Al-Mirdasi | Asistencia: 4077 espectadores Árbitro(s): Fahad Al-Mirdasi |
| Video resumen oficial: Hungría vs Brasil |          |           |                                    |                                                            |                                                            |

| 7 de junio de 2015, 17:00                 | Hungría | 0:2 (0:1) | Nigeria         | Estadio Yarrow, Nueva Plymouth |                            |
|                                           |         | Reporte   | Awoniyi 33' 54' | Árbitro(s): Roddy Zambrano     | Árbitro(s): Roddy Zambrano |
| Video resumen oficial: Hungría vs Nigeria |         |           |                 |                                |                            |

| 7 de junio de 2015, 17:00                        | Brasil                                                      | 3:0 (0:0) | Corea del Norte | Estadio AMI, Christchurch  |                            |
|                                                  | Min Hyo-Song 60' (a.g.) · Jean Carlos 66' · Léo Pereira 86' | Reporte   |                 | Árbitro(s): Matthew Conger | Árbitro(s): Matthew Conger |
| Video resumen oficial: Brasil vs Corea del Norte |                                                             |           |                 |                            |                            |

### Grupo F
| Equipo     | Pts | PJ | PG | PE | PP | GF | GC | Dif |
| ---------- | --- | -- | -- | -- | -- | -- | -- | --- |
| Alemania   | 9   | 3  | 3  | 0  | 0  | 16 | 2  | 14  |
| Uzbekistán | 3   | 3  | 1  | 0  | 2  | 6  | 7  | -1  |
| Honduras   | 3   | 3  | 1  | 0  | 2  | 5  | 11 | -6  |
| Fiyi       | 3   | 3  | 1  | 0  | 2  | 4  | 11 | -7  |

| 1 de junio de 2015, 13:00               | Alemania                                                                                      | 8:1 (6:0) | Fiyi        | Estadio AMI, Christchurch                            |                                                      |
|                                         | Stark 18' 27' · Stendera 20' (pen.) · Prömel 23' · Mukhtar 34' 40' 89' (pen.) · Stefaniak 68' | Reporte   | Verevou 48' | Asistencia: 5296 espectadores Árbitro(s): John Pittí | Asistencia: 5296 espectadores Árbitro(s): John Pittí |
| Video resumen oficial: Alemania vs Fiyi |                                                                                               |           |             |                                                      |                                                      |

| 1 de junio de 2015, 16:00                     | Uzbekistán                                      | 3:4 (1:2) | Honduras                                    | Estadio AMI, Christchurch                                    |                                                              |
|                                               | Khamdamov 31' · Shomurodov 79' · Urinboev 90+6' | Reporte   | Benavídez 4' · Róchez 20' 90' · Álvarez 49' | Asistencia: 6679 espectadores Árbitro(s): Eric Otogo-Castene | Asistencia: 6679 espectadores Árbitro(s): Eric Otogo-Castene |
| Video resumen oficial: Uzbekistán vs Honduras |                                                 |           |                                             |                                                              |                                                              |

| 4 de junio de 2015, 16:00               | Honduras | 0:3 (0:3) | Fiyi                                        | Estadio AMI, Christchurch                                |                                                          |
|                                         |          | Reporte   | Verevou 14' · Waqa 19' · Álvarez 45' (a.g.) | Asistencia: 1114 espectadores Árbitro(s): Kim Jong-hyeok | Asistencia: 1114 espectadores Árbitro(s): Kim Jong-hyeok |
| Video resumen oficial: Honduras vs Fiyi |          |           |                                             |                                                          |                                                          |

| 4 de junio de 2015, 19:00                     | Alemania                        | 3:0 (1:0) | Uzbekistán | Estadio AMI, Christchurch                             |                                                       |
|                                               | Stendera 33' 85' · Akpoguma 59' | Reporte   |            | Asistencia: 3393 espectadores Árbitro(s): César Ramos | Asistencia: 3393 espectadores Árbitro(s): César Ramos |
| Video resumen oficial: Alemania vs Uzbekistán |                                 |           |            |                                                       |                                                       |

| 7 de junio de 2015, 14:00                   | Honduras          | 1:5 (1:2) | Alemania                                                               | Estadio AMI, Christchurch                                    |                                                              |
|                                             | Scwäbe 19' (a.g.) | Reporte   | Stendera 2' (pen.) · Brandt 30' · Mukhtar 50' · Prömel 64' · Stark 81' | Asistencia: 12 045 espectadores Árbitro(s): Daniel Fedorczuk | Asistencia: 12 045 espectadores Árbitro(s): Daniel Fedorczuk |
| Video resumen oficial: Honduras vs Alemania |                   |           |                                                                        |                                                              |                                                              |

| 7 de junio de 2015, 14:00                 | Fiyi | 0:3 (0:0) | Uzbekistán                                 | Okara Park, Whangarei                                     |                                                           |
|                                           |      | Reporte   | Shumurdov 62' · Urinboev 63' · Kosimov 90' | Asistencia: 5011 espectadores Árbitro(s): Bernard Camille | Asistencia: 5011 espectadores Árbitro(s): Bernard Camille |
| Video resumen oficial: Uzbekistán vs Fiyi |      |           |                                            |                                                           |                                                           |

### Mejores terceros
| Equipo        | Gr | Pts | PJ | PG | PE | PP | GF | GC | Dif |
| ------------- | -- | --- | -- | -- | -- | -- | -- | -- | --- |
| Nueva Zelanda | A  | 4   | 3  | 1  | 1  | 1  | 5  | 5  | 0   |
| Malí          | D  | 4   | 3  | 1  | 1  | 1  | 3  | 3  | 0   |
| Senegal       | C  | 4   | 3  | 1  | 1  | 1  | 3  | 5  | -2  |
| Hungría       | E  | 3   | 3  | 1  | 0  | 2  | 6  | 5  | 1   |
| Honduras      | F  | 3   | 3  | 1  | 0  | 2  | 5  | 11 | -6  |
| Argentina     | B  | 2   | 3  | 0  | 2  | 1  | 4  | 5  | -1  |

Los emparejamientos de los octavos de final fueron definidos de la siguiente manera:
- Partido 1: 1.° del grupo E v 2.° del grupo D
- Partido 2: 1.° del grupo C v 3.° del grupo A/B/F
- Partido 3: 2.° del grupo B v 2.° del grupo F
- Partido 4: 1.° del grupo A v 3.° del grupo C/D/E
- Partido 5: 2.° del grupo A v 2.° del grupo C
- Partido 6: 1.° del grupo D v 3.° del grupo B/E/F
- Partido 7: 1.° del grupo B v 3.° del grupo A/C/D
- Partido 8: 1.° del grupo F v 2.° del grupo E

Los emparejamientos de los partidos 2, 4, 6 y 7 dependen de quienes sean los terceros lugares que se clasifiquen a los octavos de final. La siguiente tabla muestra las diferentes opciones para definir a los rivales de los ganadores de los grupos A, B, C y D.
     – Combinación que se dio en esta edición.
| Si los 4 mejores terceros son de los grupos: | El 1.° del grupo A juega con: | El 1.° del grupo B juega con: | El 1.° del grupo C juega con: | El 1.° del grupo D juega con: |
| -------------------------------------------- | ----------------------------- | ----------------------------- | ----------------------------- | ----------------------------- |
| A, B, C y D                                  | 3.° del grupo C               | 3.° del grupo D               | 3.° del grupo A               | 3.° del grupo B               |
| A, B, C y E                                  | 3.° del grupo C               | 3.° del grupo A               | 3.° del grupo B               | 3.° del grupo E               |
| A, B, C y F                                  | 3.° del grupo C               | 3.° del grupo A               | 3.° del grupo B               | 3.° del grupo F               |
| A, B, D y E                                  | 3.° del grupo D               | 3.° del grupo A               | 3.° del grupo B               | 3.° del grupo E               |
| A, B, D y F                                  | 3.° del grupo D               | 3.° del grupo A               | 3.° del grupo B               | 3.° del grupo F               |
| A, B, E y F                                  | 3.° del grupo E               | 3.° del grupo A               | 3.° del grupo B               | 3.° del grupo F               |
| A, C, D y E                                  | 3.° del grupo C               | 3.° del grupo D               | 3.° del grupo A               | 3.° del grupo E               |
| A, C, D y F                                  | 3.° del grupo C               | 3.° del grupo D               | 3.° del grupo A               | 3.° del grupo F               |
| A, C, E y F                                  | 3.° del grupo C               | 3.° del grupo A               | 3.° del grupo F               | 3.° del grupo E               |
| A, D, E y F                                  | 3.° del grupo D               | 3.° del grupo A               | 3.° del grupo F               | 3.° del grupo E               |
| B, C, D y E                                  | 3.° del grupo C               | 3.° del grupo D               | 3.° del grupo B               | 3.° del grupo E               |
| B, C, D y F                                  | 3.° del grupo C               | 3.° del grupo D               | 3.° del grupo B               | 3.° del grupo F               |
| B, C, E y F                                  | 3.° del grupo E               | 3.° del grupo C               | 3.° del grupo B               | 3.° del grupo F               |
| B, D, E y F                                  | 3.° del grupo E               | 3.° del grupo D               | 3.° del grupo B               | 3.° del grupo F               |
| C, D, E y F                                  | 3.° del grupo C               | 3.° del grupo D               | 3.° del grupo F               | 3.° del grupo E               |

## Segunda fase

### Cuadro
|  | Octavos de final          | Octavos de final          |               |                | Cuartos de final | Cuartos de final |  |               | Semifinales | Semifinales |         |              | Final        | Final       |  |
|  | 10 de junio - 11 de junio | 10 de junio - 11 de junio |               |                | 14 de junio      | 14 de junio      |  |               | 17 de junio | 17 de junio |         |              | 20 de junio  | 20 de junio |  |
|  |                           |                           |               |                |                  |                  |  |               |             |             |         |              |              |             |  |
|  |                           |                           |               |                |                  |                  |  |               |             |             |         |              |              |             |  |
|  | Brasil (p.)               | 0 (5)                     |               |                |                  |                  |  |               |             |             |         |              |              |             |  |
|  | Brasil (p.)               | 0 (5)                     |               |                |                  |                  |  |               |             |             |         |              |              |             |  |
|  | Uruguay                   | 0 (4)                     |               |                |                  |                  |  |               |             |             |         |              |              |             |  |
|  | Uruguay                   | 0 (4)                     |               | Brasil (p.)    | 0 (3)            |                  |  |               |             |             |         |              |              |             |  |
|  |                           |                           |               | Brasil (p.)    | 0 (3)            |                  |  |               |             |             |         |              |              |             |  |
|  |                           |                           | Portugal      | 0 (1)          |                  |                  |  |               |             |             |         |              |              |             |  |
|  | Portugal                  | 2                         | Portugal      | 0 (1)          |                  |                  |  |               |             |             |         |              |              |             |  |
|  | Portugal                  | 2                         |               |                |                  |                  |  |               |             |             |         |              |              |             |  |
|  | Nueva Zelanda             | 1                         |               |                |                  |                  |  |               |             |             |         |              |              |             |  |
|  | Nueva Zelanda             | 1                         |               |                |                  |                  |  | Brasil        | 5           |             |         |              |              |             |  |
|  |                           |                           |               |                |                  |                  |  | Brasil        | 5           |             |         |              |              |             |  |
|  |                           |                           | Senegal       | 0              |                  |                  |  |               |             |             |         |              |              |             |  |
|  | Austria                   | 0                         | Senegal       | 0              |                  |                  |  |               |             |             |         |              |              |             |  |
|  | Austria                   | 0                         |               |                |                  |                  |  |               |             |             |         |              |              |             |  |
|  | Uzbekistán                | 2                         |               |                |                  |                  |  |               |             |             |         |              |              |             |  |
|  | Uzbekistán                | 2                         |               | Uzbekistán     | 0                |                  |  |               |             |             |         |              |              |             |  |
|  |                           |                           |               | Uzbekistán     | 0                |                  |  |               |             |             |         |              |              |             |  |
|  |                           |                           | Senegal       | 1              |                  |                  |  |               |             |             |         |              |              |             |  |
|  | Ucrania                   | 1 (1)                     | Senegal       | 1              |                  |                  |  |               |             |             |         |              |              |             |  |
|  | Ucrania                   | 1 (1)                     |               |                |                  |                  |  |               |             |             |         |              |              |             |  |
|  | Senegal (p.)              | 1 (3)                     |               |                |                  |                  |  |               |             |             |         |              |              |             |  |
|  | Senegal (p.)              | 1 (3)                     |               |                |                  |                  |  |               |             |             |         | Brasil       | 1            |             |  |
|  |                           |                           |               |                |                  |                  |  |               |             |             |         | Brasil       | 1            |             |  |
|  |                           |                           | Serbia (t.s.) | 2              |                  |                  |  |               |             |             |         |              |              |             |  |
|  | Estados Unidos            | 1                         | Serbia (t.s.) | 2              |                  |                  |  |               |             |             |         |              |              |             |  |
|  | Estados Unidos            | 1                         |               |                |                  |                  |  |               |             |             |         |              |              |             |  |
|  | Colombia                  | 0                         |               |                |                  |                  |  |               |             |             |         |              |              |             |  |
|  | Colombia                  | 0                         |               | Estados Unidos | 0 (5)            |                  |  |               |             |             |         |              |              |             |  |
|  |                           |                           |               | Estados Unidos | 0 (5)            |                  |  |               |             |             |         |              |              |             |  |
|  |                           |                           | Serbia (p.)   | 0 (6)          |                  |                  |  |               |             |             |         |              |              |             |  |
|  | Serbia (t.s.)             | 2                         | Serbia (p.)   | 0 (6)          |                  |                  |  |               |             |             |         |              |              |             |  |
|  | Serbia (t.s.)             | 2                         |               |                |                  |                  |  |               |             |             |         |              |              |             |  |
|  | Hungría                   | 1                         |               |                |                  |                  |  |               |             |             |         |              |              |             |  |
|  | Hungría                   | 1                         |               |                |                  |                  |  | Serbia (t.s.) | 2           |             |         |              |              |             |  |
|  |                           |                           |               |                |                  |                  |  | Serbia (t.s.) | 2           |             |         |              |              |             |  |
|  |                           |                           | Malí          | 1              |                  |                  |  |               |             |             |         |              |              |             |  |
|  | Ghana                     | 0                         | Malí          | 1              |                  |                  |  |               |             |             |         |              |              |             |  |
|  | Ghana                     | 0                         |               |                |                  |                  |  |               |             |             |         |              |              |             |  |
|  | Malí                      | 3                         |               |                |                  |                  |  |               |             |             |         |              |              |             |  |
|  | Malí                      | 3                         |               | Malí (p.)      | 1 (4)            |                  |  |               |             |             |         | Tercer lugar | Tercer lugar |             |  |
|  |                           |                           |               | Malí (p.)      | 1 (4)            |                  |  |               |             |             |         | Tercer lugar | Tercer lugar |             |  |
|  |                           |                           | Alemania      | 1 (3)          |                  |                  |  |               |             |             |         |              |              |             |  |
|  | Alemania                  | 1                         | Alemania      | 1 (3)          |                  |                  |  |               |             |             | Senegal | 1            |              |             |  |
|  | Alemania                  | 1                         |               |                |                  |                  |  |               |             |             | Senegal | 1            |              |             |  |
|  | Nigeria                   | 0                         |               |                |                  |                  |  |               |             |             |         |              | Malí         | 3           |  |
|  | Nigeria                   | 0                         |               |                |                  |                  |  |               |             |             |         |              | Malí         | 3           |  |
|  |                           |                           |               |                |                  |                  |  |               |             |             |         |              |              |             |  |

### Octavos de final
| 10 de junio de 2015, 16:00 | Ghana | 0:3 (0:1) | Malí                                      | Estadio Westpac, Wellington                            |                                                        |
|                            |       | Reporte   | Samassekou 20' · Gbakle 53' · Doumbia 81' | Asistencia: 2235 espectadores Árbitro(s): Ghead Grisha | Asistencia: 2235 espectadores Árbitro(s): Ghead Grisha |

| 10 de junio de 2015, 16:00 | Serbia                               | 2:1 (1:1, 0:0) (t. s.) | Hungría   | Estadio Forsyth Barr, Dunedin                                 |                                                               |
|                            | Šaponjić 90+1' · Talabér 118' (a.g.) | Reporte                | Mervó 57' | Asistencia: 5149 espectadores Árbitro(s): Antonio Mateu Lahoz | Asistencia: 5149 espectadores Árbitro(s): Antonio Mateu Lahoz |

| 10 de junio de 2015, 19:30 | Estados Unidos | 1:0 (0:0) | Colombia | Estadio Westpac, Wellington                          |                                                      |
|                            | Rubin 58'      | Reporte   |          | Asistencia: 6092 espectadores Árbitro(s): Ivan Bebek | Asistencia: 6092 espectadores Árbitro(s): Ivan Bebek |

| 10 de junio de 2015, 19:30 | Ucrania                                  | 1:1 (1:1, 0:0) (t. s.)(1:3 p.) | Senegal              | Estadio North Harbour, Auckland                           |                                                           |
|                            | Biesiedin 70'                            |                                | Sarr 83'             | Asistencia: 6905 espectadores Árbitro(s): Ricardo Marques | Asistencia: 6905 espectadores Árbitro(s): Ricardo Marques |
|                            |                                          | Tiros desde el punto penal     |                      |                                                           |                                                           |
|                            | Chumak · Kharatin · Habelok · Luchkevych |                                | Sarr · Sylla · Niang |                                                           |                                                           |

| 11 de junio de 2015, 16:00 | Austria | 0:2 (0:0) | Uzbekistán        | Okara Park, Whangarei                                |                                                      |
|                            |         | Reporte   | Khamdamov 47' 57' | Asistencia: 3964 espectadores Árbitro(s): John Pittí | Asistencia: 3964 espectadores Árbitro(s): John Pittí |

| 11 de junio de 2015, 19:30 | Alemania     | 1:0 (1:0) | Nigeria | Estadio AMI, Christchurch                                  |                                                            |
|                            | Öztunali 19' | Reporte   |         | Asistencia: 5288 espectadores Árbitro(s): Fahad Al-Mirdasi | Asistencia: 5288 espectadores Árbitro(s): Fahad Al-Mirdasi |

| 11 de junio de 2015, 19:30 | Portugal                | 2:1 (1:0) | Nueva Zelanda | Estadio Waikato, Hamilton                                  |                                                            |
|                            | Guzzo 24' · Martins 87' | Reporte   | Holthusen 64' | Asistencia: 10 492 espectadores Árbitro(s): Kim Jong-Hyeok | Asistencia: 10 492 espectadores Árbitro(s): Kim Jong-Hyeok |

| 11 de junio de 2015, 19:30 | Brasil                                             | 0:0 (t. s.)(5:4 p.)        | Uruguay                                     | Estadio Yarrow, Nueva Plymouth                       |                                                      |
|                            |                                                    | Reporte                    |                                             | Asistencia: 4358 espectadores Árbitro(s): István Vad | Asistencia: 4358 espectadores Árbitro(s): István Vad |
|                            |                                                    | Tiros desde el punto penal |                                             |                                                      |                                                      |
|                            | A. Pereira · Lucão · Danilo · Jajá · Gabriel Jesus |                            | Arambarri · Amaral · Poyet · Acosta · Lemos |                                                      |                                                      |

### Cuartos de final
| 14 de junio de 2015, 13:00 | Brasil                                      | 0:0 (t. s.)(3:1 p.)        | Portugal                               | Estadio Waikato, Hamilton                              |                                                        |
|                            |                                             | Reporte                    |                                        | Asistencia: 9945 espectadores Árbitro(s): Felix Zwayer | Asistencia: 9945 espectadores Árbitro(s): Felix Zwayer |
|                            |                                             | Tiros desde el punto penal |                                        |                                                        |                                                        |
|                            | A. Pereira · Lucão · Danilo · Gabriel Jesus |                            | Lopes · Gregorio · Silva · Nuno Miguel |                                                        |                                                        |

| 14 de junio de 2015, 13:00 | Malí                                                                | 1:1 (1:1, 0:1) (t. s.)(4:3 p.) | Alemania                                         | Estadio AMI, Christchurch                             |                                                       |
|                            | Coulibaly 58'                                                       | Reporte                        | Brandt 38'                                       | Asistencia: 7007 espectadores Árbitro(s): César Ramos | Asistencia: 7007 espectadores Árbitro(s): César Ramos |
|                            |                                                                     | Tiros desde el punto penal     |                                                  |                                                       |                                                       |
|                            | H. Traoré · Saliou Guindo · Y. Koné · A. Traoré · Diadie Samassekou |                                | Akpoguma · Öztunali · Steinmann · Brandt · Stark |                                                       |                                                       |

| 14 de junio de 2015, 16:30 | Estados Unidos                                                                                  | 0:0 (t. s.)(5:6 p.)        | Serbia                                                                                        | Estadio North Harbour, Auckland                               |                                                               |
|                            |                                                                                                 | Reporte                    |                                                                                               | Asistencia: 10 826 espectadores Árbitro(s): Artur Soares Dias | Asistencia: 10 826 espectadores Árbitro(s): Artur Soares Dias |
|                            |                                                                                                 | Tiros desde el punto penal |                                                                                               |                                                               |                                                               |
|                            | Rubin · D. Payne · Arriola · Hyndman · Zelalem · Sonora · M. Delgado · Carter-Vickers · Anthony |                            | Zdjelar · Mandic · Babic · Grujic · Živković · Rajkovic · Antonov · M. Veljković · Maksimović |                                                               |                                                               |

| 14 de junio de 2015, 16:30 | Uzbekistán | 0:1 (0:0) | Senegal   | Estadio Westpac, Wellington                                |                                                            |
|                            |            | Reporte   | Thiam 77' | Asistencia: 10 258 espectadores Árbitro(s): Ovidiu Haţegan | Asistencia: 10 258 espectadores Árbitro(s): Ovidiu Haţegan |

### Semifinales
| 17 de junio de 2015, 16:00 | Brasil                                                                  | 5:0 (4:0) | Senegal | Estadio AMI, Christchurch                                |                                                          |
|                            | Anda Corréa 5' (a.g.) · M. Guilherme 7' 78' · Boschilia 19' · Jorge 35' | Reporte   |         | Asistencia: 9251 espectadores Árbitro(s): Daniele Orsato | Asistencia: 9251 espectadores Árbitro(s): Daniele Orsato |

| 17 de junio de 2015, 19:30 | Serbia                      | 2:1 (1:1, 1:1) (t. s.) | Malí        | Estadio North Harbour, Auckland                            |                                                            |
|                            | Živković 4' · Šaponjić 101' | Reporte                | Y. Koné 39' | Asistencia: 10 818 espectadores Árbitro(s): Mauro Vigliano | Asistencia: 10 818 espectadores Árbitro(s): Mauro Vigliano |

### Tercer puesto
| 20 de junio de 2015, 13:30 | Senegal   | 1:3 (0:0) | Malí                              | Estadio North Harbour, Auckland                          |                                                          |
|                            | Wadji 64' | Reporte   | Traore 74' 83' · Samassekou 90+1' | Asistencia: 12 421 espectadores Árbitro(s): Ghead Grisha | Asistencia: 12 421 espectadores Árbitro(s): Ghead Grisha |

### Final
| 20 de junio de 2015, 17:00 | Brasil      | 1:2 (1:1, 0:0) (t. s.) | Serbia                       | Estadio North Harbour, Auckland                              |                                                              |
|                            | Pereira 73' | Reporte                | Mandić 70' · Maksimović 118' | Asistencia: 25 317 espectadores Árbitro(s): Fahad Al-Mirdasi | Asistencia: 25 317 espectadores Árbitro(s): Fahad Al-Mirdasi |

|                           |
| Bandera de Serbia         |
| Campeón Serbia 2.º título |

## Estadísticas

### Tabla acumulada

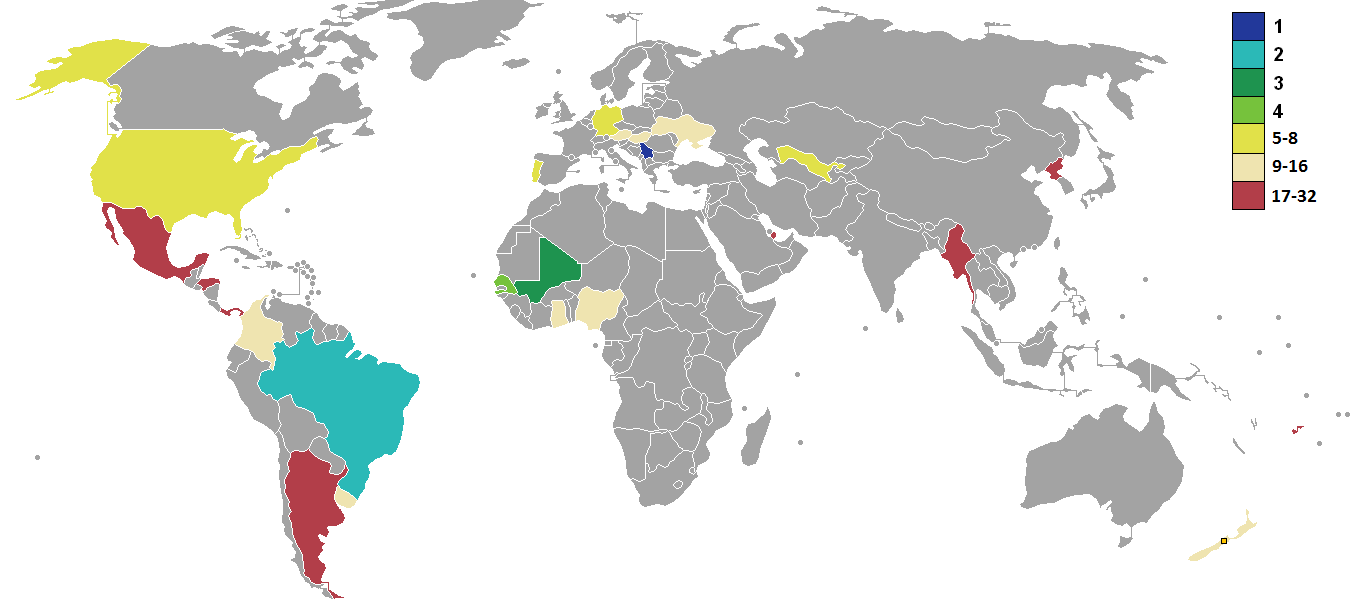
Mapa de los resultados de la Copa

| Equipo | Equipo          | Pts | PJ | PG | PE | PP | GF | GC | Dif | Rend   |
| ------ | --------------- | --- | -- | -- | -- | -- | -- | -- | --- | ------ |
| 1      | Serbia          | 16  | 7  | 5  | 1  | 1  | 10 | 4  | 6   | 76,2%  |
| 2      | Brasil          | 14  | 7  | 4  | 2  | 1  | 15 | 5  | 10  | 66,7%  |
| 3      | Malí            | 11  | 7  | 3  | 2  | 2  | 11 | 7  | 4   | 52,38% |
| 4      | Senegal         | 8   | 7  | 2  | 2  | 3  | 6  | 14 | -8  | 38,09% |
| 5      | Alemania        | 13  | 5  | 4  | 1  | 0  | 18 | 3  | 15  | 86,7%  |
| 6      | Portugal        | 13  | 5  | 4  | 1  | 0  | 12 | 2  | 10  | 86,7%  |
| 7      | Estados Unidos  | 10  | 5  | 3  | 1  | 1  | 7  | 4  | 3   | 66,7%  |
| 8      | Uzbekistán      | 6   | 5  | 2  | 0  | 3  | 8  | 8  | 0   | 40%    |
| 9      | Ucrania         | 8   | 4  | 2  | 2  | 0  | 10 | 1  | 9   | 66,6%  |
| 10     | Ghana           | 7   | 4  | 2  | 1  | 1  | 5  | 6  | -1  | 58,3%  |
| 11     | Nigeria         | 6   | 4  | 2  | 0  | 2  | 8  | 5  | 3   | 50%    |
| 12     | Uruguay         | 5   | 4  | 1  | 2  | 1  | 3  | 3  | 0   | 41,6%  |
| 13     | Austria         | 5   | 4  | 1  | 2  | 1  | 3  | 4  | -1  | 41,6%  |
| 14     | Nueva Zelanda   | 4   | 4  | 1  | 1  | 2  | 6  | 7  | -1  | 33,3%  |
| 15     | Colombia        | 4   | 4  | 1  | 1  | 2  | 3  | 5  | -2  | 33,3%  |
| 16     | Hungría         | 3   | 4  | 1  | 0  | 3  | 7  | 7  | 0   | 25%    |
| 17     | México          | 3   | 3  | 1  | 0  | 2  | 2  | 5  | -3  | 33,3%  |
| 18     | Honduras        | 3   | 3  | 1  | 0  | 2  | 5  | 11 | -6  | 33,3%  |
| 19     | Fiyi            | 3   | 3  | 1  | 0  | 2  | 4  | 11 | -7  | 33,3%  |
| 20     | Argentina       | 2   | 3  | 0  | 2  | 1  | 4  | 5  | -1  | 22,2%  |
| 21     | Panamá          | 1   | 3  | 0  | 1  | 2  | 3  | 5  | -2  | 11,1%  |
| 22     | Catar           | 0   | 3  | 0  | 0  | 3  | 1  | 7  | -6  | 0%     |
| 23     | Birmania        | 0   | 3  | 0  | 0  | 3  | 2  | 13 | -11 | 0%     |
| 24     | Corea del Norte | 0   | 3  | 0  | 0  | 3  | 1  | 12 | -11 | 0%     |

### Goleadores
| Jugador             | Selección  | Goles | Partidos | Minutos |
| ------------------- | ---------- | ----- | -------- | ------- |
| Bence Mervó         | Hungría    | 5     | 4        | 316     |
| Viktor Kovalenko    | Ucrania    | 5     | 4        | 385     |
| Adama Traoré        | Malí       | 4     | 7        | 618     |
| Hany Mukhtar        | Alemania   | 4     | 5        | 427     |
| André Silva         | Portugal   | 4     | 5        | 459     |
| Marc Stendera       | Alemania   | 4     | 5        | 305     |
| Niklas Stark        | Alemania   | 3     | 5        | 480     |
| Dostonbek Khamdamov | Uzbekistán | 3     | 4        | 338     |

## Premios y reconocimientos

### Bota de Oro
| Jugador          | Selección | Goles | Partidos | Asistencias | Minutos |
| ---------------- | --------- | ----- | -------- | ----------- | ------- |
| Viktor Kovalenko | Ucrania   | 5     | 4        | 2           | 385     |
| Bence Mervó      | Hungría   | 5     | 4        | 0           | 316'    |
| Marc Stendera    | Alemania  | 4     | 5        | 3           | 304'    |

### Balón de Oro
El Balón de Oro fue para el mejor futbolista del torneo. 
| Jugador                 | Selección |
| Adama Traoré            | Malí      |
| ----------------------- | --------- |
| Danilo                  | Brasil    |
| Sergej Milinković-Savić | Serbia    |

### Guante de Oro
El Guante de Oro fue para el mejor arquero del torneo.
| Jugador          | Selección |
| Predrag Rajković | Serbia    |
| ---------------- | --------- |

### Premio Fair Play
El Premio Fair Play de la FIFA distinguió al equipo con el mejor registro disciplinario de la competición. 
| Selección |
| Ucrania   |
| --------- |